# United States Military Academy
De United States Military Academy in West Point is de oudste Amerikaanse militaire academie, gevestigd in de plaats West Point, New York, en leidt studenten op tot officier in het United States Army, het Amerikaanse leger.

## Geschiedenis
West Point is eerst gebouwd als fort (1778/1779) vanwege de strategische ligging van West Point aan de rivier de Hudson. In 1802 maakte president Thomas Jefferson er een militaire academie van, met de bedoeling dat de mensen die aan de academie zouden studeren vertegenwoordigers van een echte democratie zouden zijn. Kolonel Sylvanus Thayer, beter bekend als de vader van de academie, diende er als schoolhoofd van 1817 tot 1833. Hij voerde militaire discipline in op de academie en zorgde ervoor dat de academie zich concentreerde op het opleiden van ingenieurs; veel spoorweg-, brug- en havenbouwers studeerden af aan West Point.
Tijdens de oorlog tegen Mexico en de vele oorlogen tegen de Indianen bleek dat de militairen die aan West Point waren afgestudeerd zeer bekwaam waren in hun vak. Dit leidde ertoe dat in de Amerikaanse Burgeroorlog belangrijke officieren als Grant, Lee, Meade, Sherman, Beauregard en Jackson van West Point afkomstig waren. Ook in de Eerste Wereldoorlog speelden aan West Point afgestudeerde militairen een voorname rol. Douglas MacArthur, schoolhoofd (Superintendent of the United States Military Academy) 1919-1922 en later een van de weinige vijf-sterrengeneraals van het Amerikaanse leger, legde na die oorlog vooral de nadruk op intensieve psychologische training. In de Tweede Wereldoorlog waren officieren als Eisenhower, MacArthur, Bradley en Patton afkomstig van de academie. Van recentere lichtingen zijn onder meer Wesley Clark en Norman Schwarzkopf bekend. In 1964 werd de capaciteit verhoogd van 2.526 studenten naar 4.417 studenten (inmiddels weer verlaagd naar 4000 studenten) om de groei van het leger bij te houden.

## Tegenwoordig
Inmiddels is de rol van vrouwen en andere minderheden op West Point sterk verbeterd, vooral de laatste drie decennia. Afgestudeerden mogen zich Bachelor en tweede luitenant noemen.

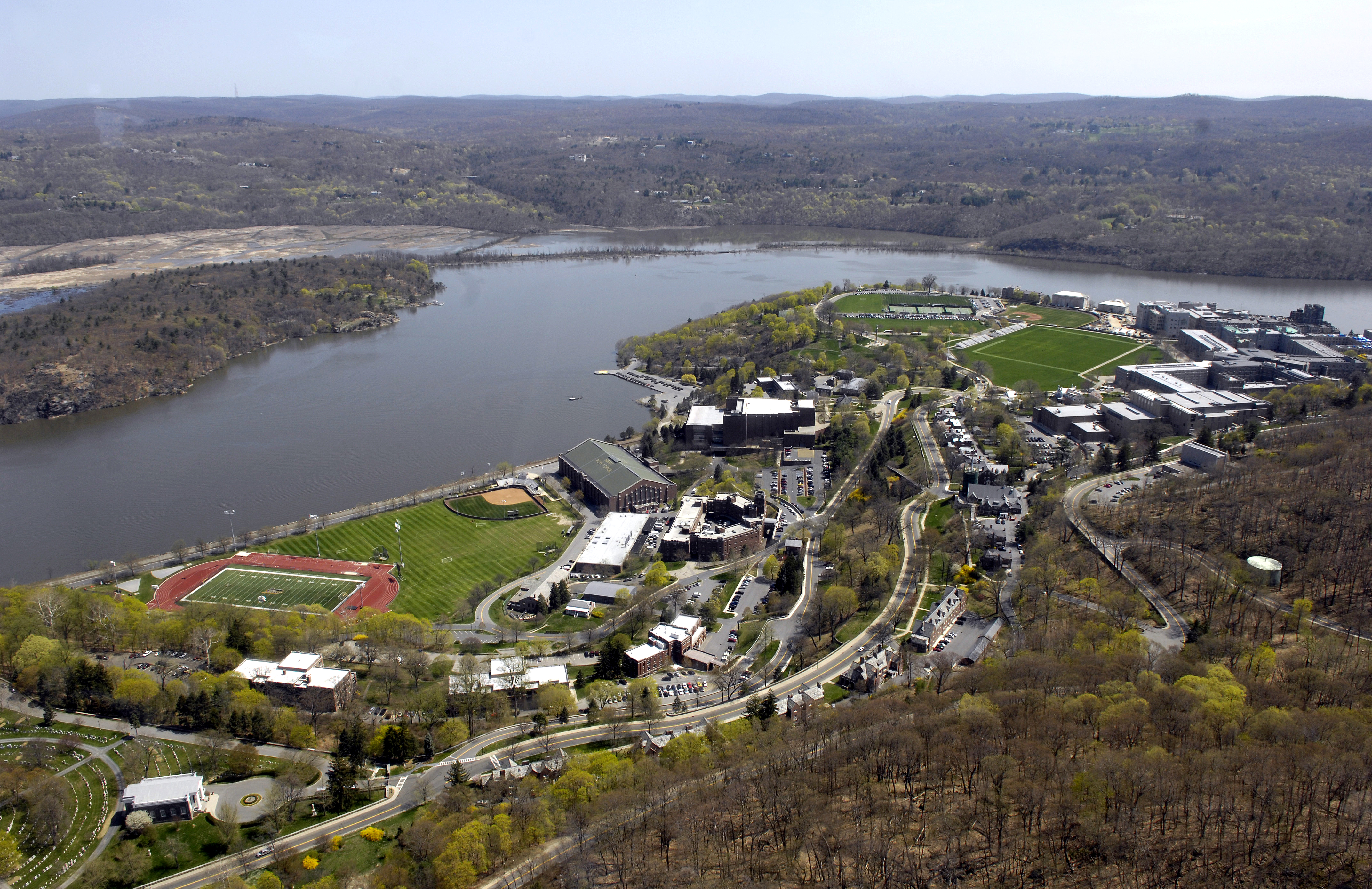
West Point campus
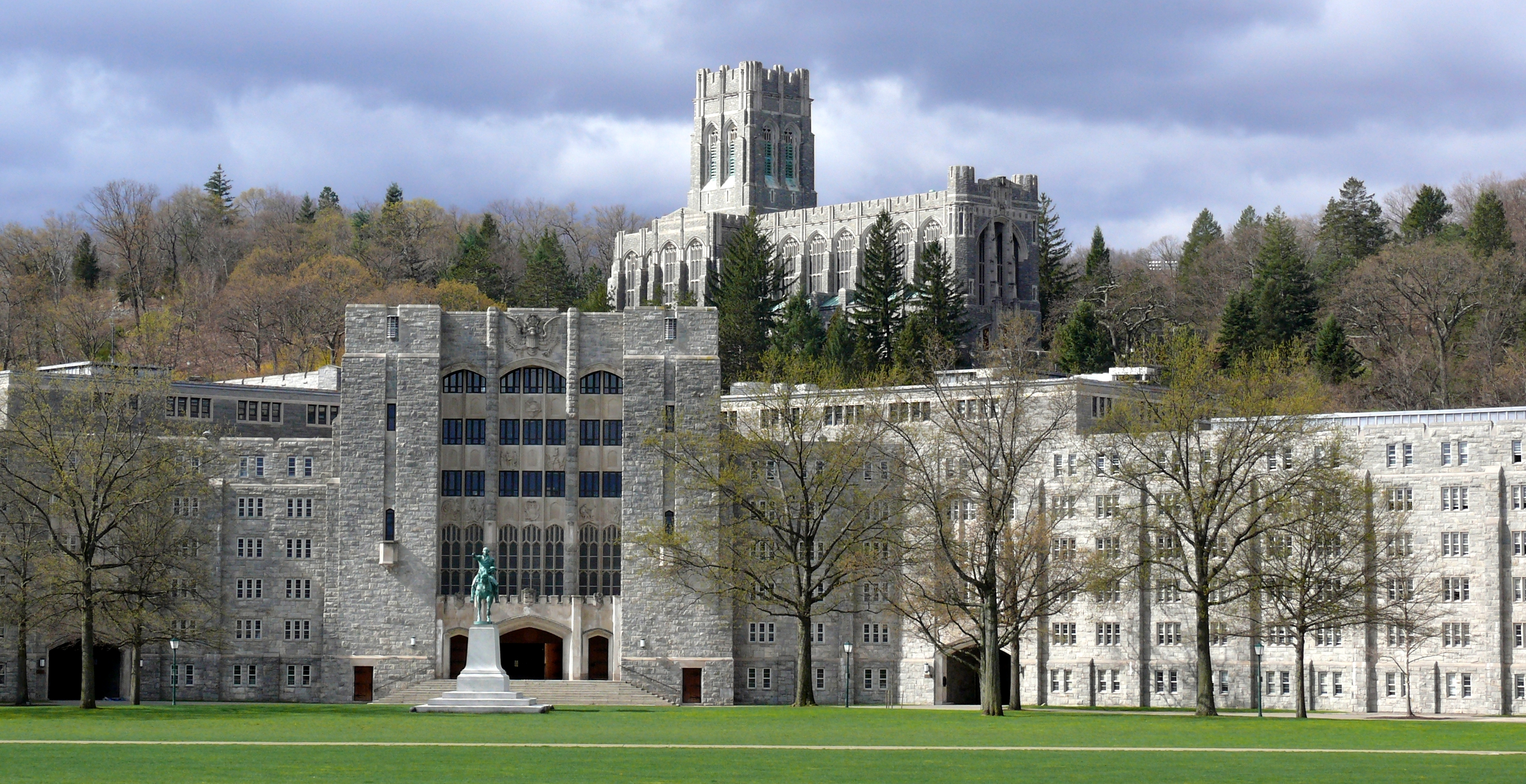
Washington Hall met op de achtergrond de Cadet Chapel
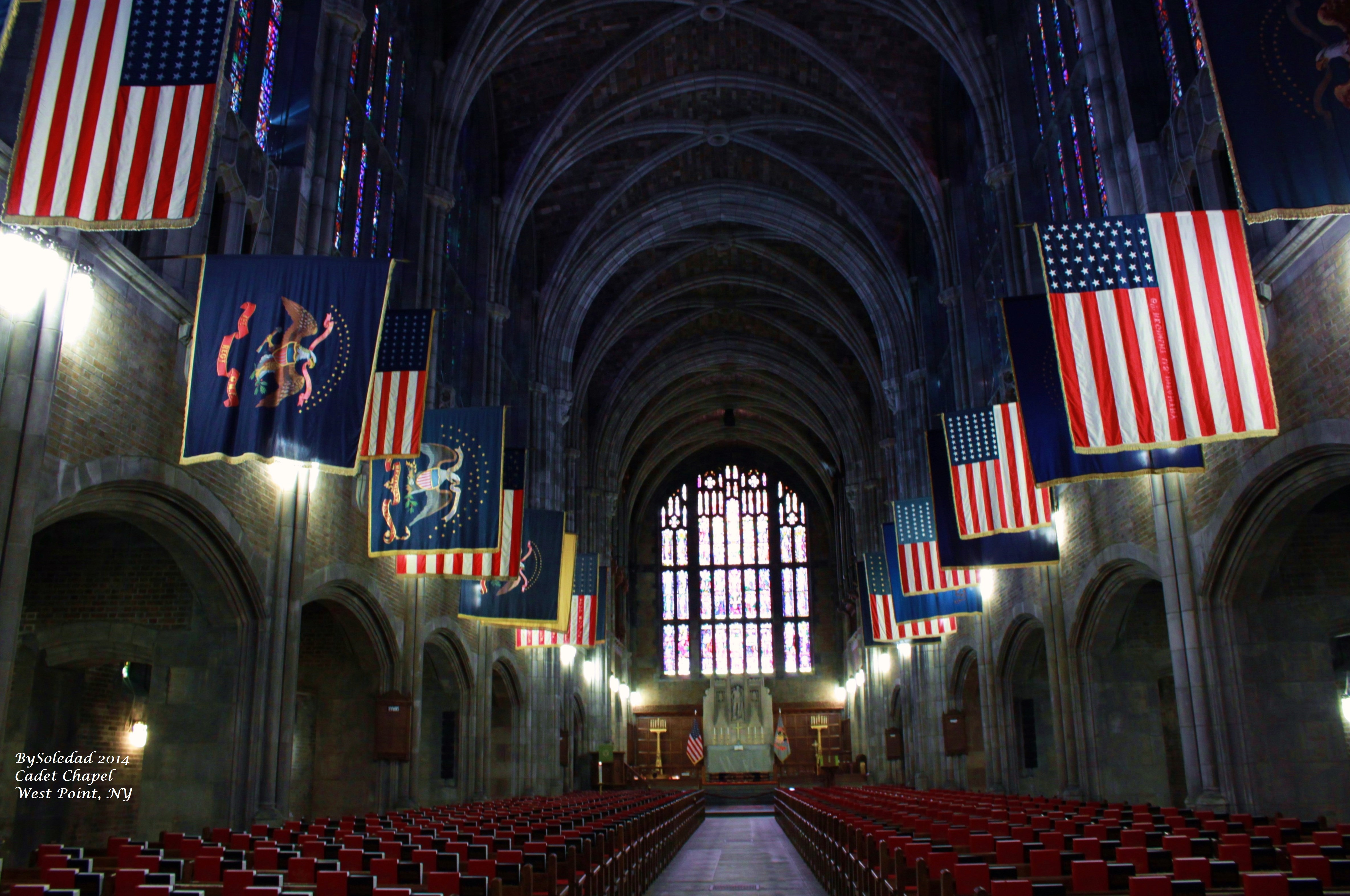
Cadet Chapel
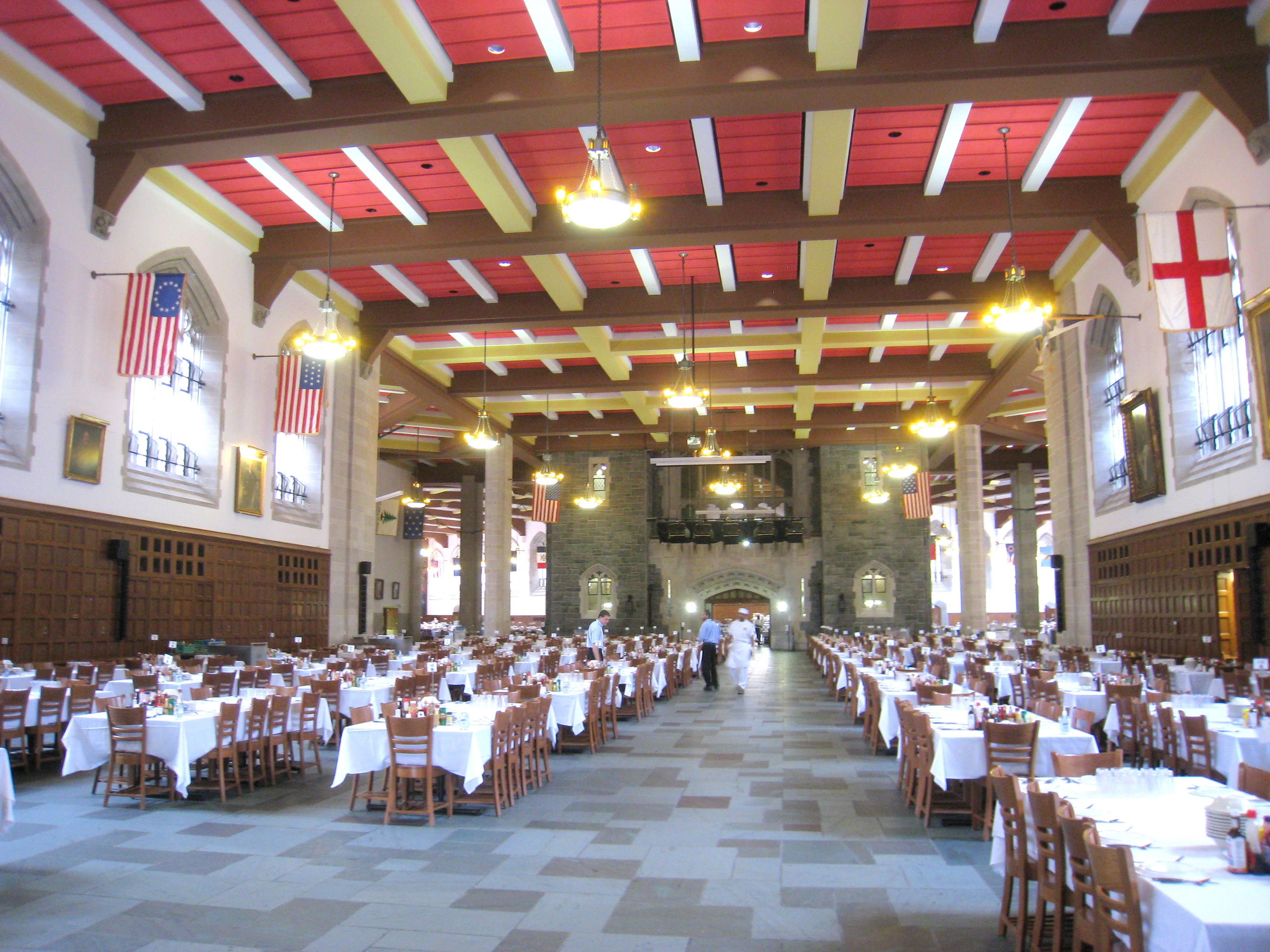
Cadet Mess